# Xã Cross Timbers, Quận Hickory, Missouri
Xã Cross Timbers (tiếng Anh: Cross Timbers Township) là một xã thuộc quận Hickory, tiểu bang Missouri, Hoa Kỳ. Năm 2010, dân số của xã này là 605 người.